# Modèle d'acceptation de la technologie

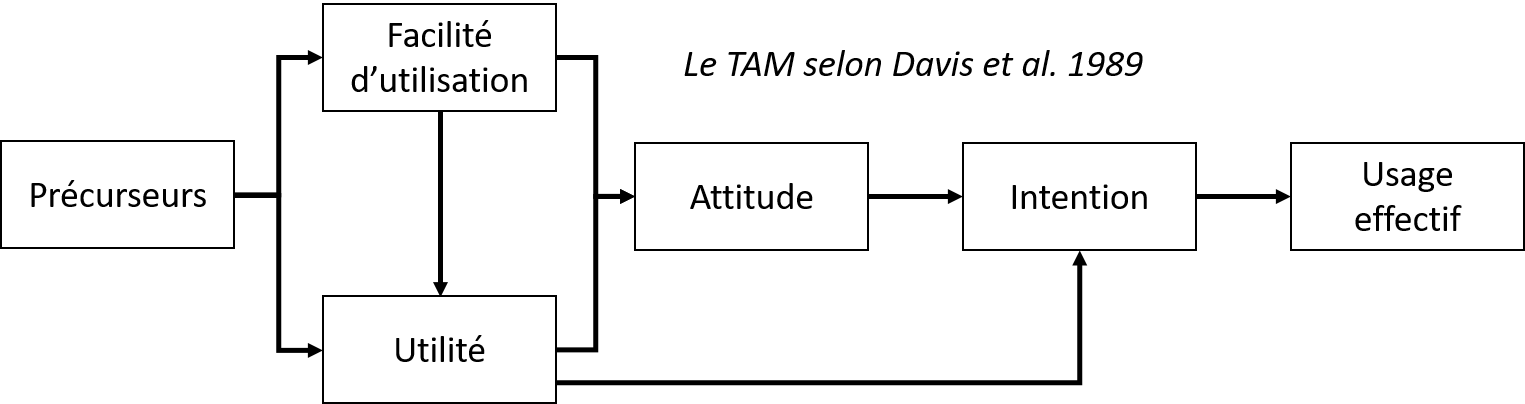
Modèle d'Acceptation de la Technologie tel que proposé par Davis, Bagozzi et Warshaw, Management Science 35(8), 1989

Le modèle d'acceptation de la technologie (MAT ou, plus fréquemment, TAM pour Technology Acceptance Model) est employé depuis 1989 pour tenter de prédire si un individu utilisera ou refusera d'utiliser une application informatique quelconque, d'entreprise ou grand public, en fonction de deux facteurs : la facilité d'utilisation perçue de cette application et son utilité perçue. Il a fait l'objet de multiples variantes et de centaines d'applications à des domaines très variés de l'informatique et des systèmes d'information.

## Origine du TAM
Le TAM est une application de la Théorie de l'action raisonnée (TRA pour Theory of Reasoned Action) d'Ajzen & Fishbein. La TRA elle-même ayant évolué en Théorie du comportement planifié (TPB pour Theory of Planned Behavior), on trouve l'influence de cette variante dans plusieurs des versions du modèle.

## Les concepts principaux
Le cœur du modèle ne contient que trois variables essentielles, chacune étant mesurée comme une échelle psychométrique composée de plusieurs items. Chaque item se présente habituellement comme l'item d'une échelle de Likert à 5 points (versions d'origine) ou 7 points mais il existe au moins une tentative alternative d'usage d'échelles sémantiques différentielles d'Osgood.

### Facilité d'utilisation perçue
Habituellement dénommée PEoU pour Perceived Ease of Use. L'hypothèse sous-jacente est qu'une application facile à utiliser le sera d'autant plus mais que ce lien est médiatisé (en) par d'autres concepts. Les items typiques peuvent être, quel que soit le contexte :
- utiliser le système sera facile pour moi ;
- le système sera souple d'utilisation ;
- je rencontrerai des problèmes lors de l'utilisation du système (item inversé) ;
- je trouverai facilement comment utiliser le système.

### Utilité perçue
Habituellement dénommée PU pour Perceived Usefulness. Influencée par PEoU, elle agit à son tour sur l'attitude vis-à-vis de l'utilisation et sur l'intention comportementale. Les items typiques peuvent être, dans le cas d'un outil de formation en ligne :
- le système me permettra d'apprendre plus vite ;
- utiliser le système sera une perte de temps (item inversé) ;
- le système rendra mon apprentissage plus facile ;
- le système me sera très utile pour apprendre.

Dans des versions plus récentes du TAM, le lien entre PU et intention comportementale est modéré (en) par plusieurs variables, dont le caractère discrétionnaire ou non (voluntariness) de cet usage. En effet, l'utilisateur est libre d'utiliser un réseau social s'il le pense utile ; il l'est moins en entreprise, face à un progiciel de gestion intégré.

### Attitude vis-à-vis de l'utilisation
Ce concept a été très rapidement abandonné comme non discernable de l'intention comportementale. C'est une des grandes différences entre le TAM et la TRA.

### Intention comportementale
Habituellement dénommée BIU pour Behavioral Intention to Use. Elle est supposée être un précurseur fiable de l'usage effectif. Les items typiques seront :
- j'utiliserai régulièrement ce système ;
- j'utiliserai ce système au moindre problème ;
- je recommanderai à mes camarades l'utilisation de ce système.

## Les premières versions du modèle

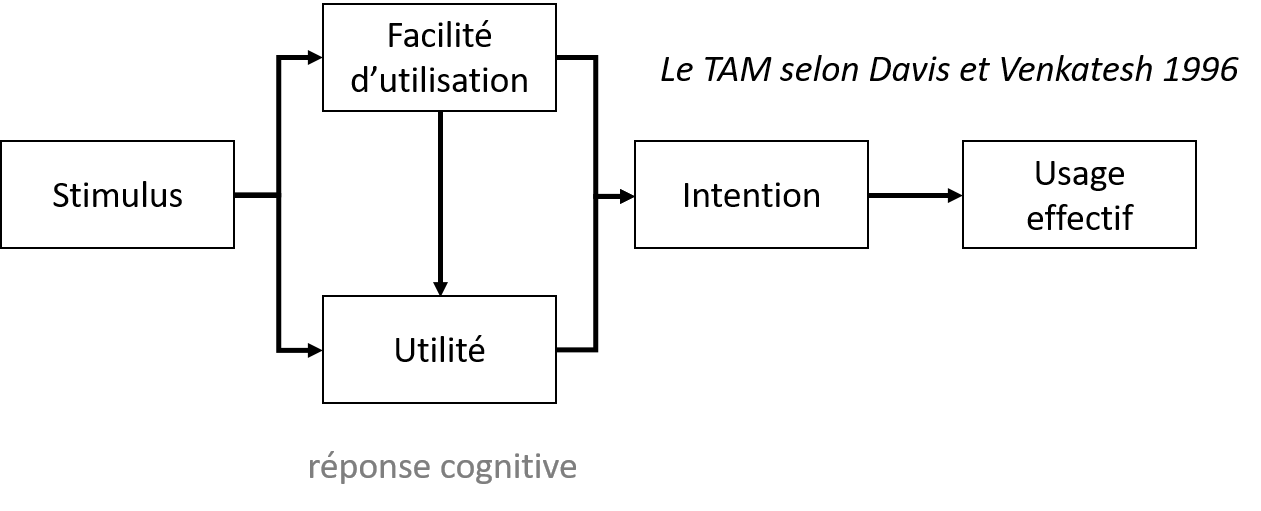
Modèle d'Acceptation de la Technologie tel que proposé par Davis et Venkatesh, International Journal of Human-Computer Studies 45(1), 1996

L'article fondateur du TAM date de 1989. Les auteurs y recensent une enquête menée sur 107 étudiants de MBA à propos de l'usage d'un traitement de textes, Write One, et ils y comparent deux modèles : la TRA (Théorie de l'action raisonnée), déjà ancienne, et le TAM. Ce dernier a été développé par Fred Davis dans sa thèse soutenue en 1986, dont il a tiré en 1989 un article décrivant en détail les deux concepts fondamentaux : PU (utilité perçue) et PEoU (facilité d'utilisation perçue). Le TAM montre sur plusieurs points de meilleures performances statistiques que le modèle basé sur la TRA, que ce soit lors de la présentation initiale de Write One ou dans le questionnaire administré après 14 semaines d'utilisation.
Le TAM se stabilise rapidement en se simplifiant, l'auteur principal choisissant de gommer la différence que font tant la TRA que la version de 1989 entre attitude vis-à-vis de l'usage et intention d'utilisation. Deux expérimentations sont menées, cette fois à propos de l'outil WordPerfect : les auteurs argumentent que les deux construits sont indiscernables concrètement et montrent la fiabilité du modèle débarrassé de l'attitude.

## Extensions et modèles dérivés
Les évolutions du TAM se sont ensuite focalisées sur trois points : les éventuelles variables modératrices (en) intervenant dans la partie centrale du modèle, le lien entre intention comportementale (BIU) et usage effectif et les variables expliquant la facilité d'utilisation perçue (PEoU) et l'utilité perçue (PU).
Dans le TAM 2, Venkatesh et Davis ajoutent comme précurseurs de l'utilité perçue (PU) : image de l'outil, qualité des sorties, démontrabilité des résultats, pertinence pour la tâche et norme subjective, une variable que l'on retrouve dans la Théorie du Comportement Planifié (TPB). L'expérience de l'utilisateur et le caractère volontaire ou non de l'usage de l'outil interviennent comme variables modératrices entre norme subjective, utilité perçue et intention comportementale.
Venkatesh poursuit ses travaux et publie un TAM 3 avec Bala en 2008 dans lequel les auteurs finalisent la modélisation des variables expliquant cette fois la facilité d'utilisation perçue, déjà évoquées sous une forme plus primitive par le premier auteur en 2000 :
- 4 variables d'ancrage : auto-efficacité, perception d'un contrôle externe, anxiété face aux ordinateurs, agrément d'usage des ordinateurs (playfulness) ;
- deux variables d'ajustement : l'utilisabilité effective de l'outil et son caractère ludique.

Entretemps, le même Venkatesh avait proposé avec plusieurs coauteurs un modèle alternatif, UTAUT pour Théorie Unifiée de l'Acceptation et de l'Usage de la Technologie (en). Ce modèle remplace les variables PU et PEoU par des attentes (expectancies) en matière de performance et d'effort, y ajoute l'influence sociale et les conditions facilitatrices ainsi que plusieurs variables modératrices : genre, âge, expérience et caractère discrétionnaire ou non de l'usage.
Une autre branche de la recherche, initiée par Anol Bhattacherjee dépasse le cadre de la première utilisation d'un système pour s'intéresser à la poursuite de l'usage (ISCM - Information Systems Continuance Models). L'article séminal du TAM avait déjà traité de cette perpétuation de l'usage en analysant le second questionnaire. L'apport de Bhattacherjee est d'avoir emprunté la théorie de la confirmation des attentes au marketing : l'intention de poursuivre l'usage sera d'autant plus élevée que les attentes n'étaient pas excessives et que l'usage a confirmé celles-ci.
Des compléments sur les éléments précurseurs des deux concepts centraux, facilité d'utilisation et utilité percues, sont publiés régulièrement : par exemple, Xu et alii ajoutent la qualité du système d'information, ou qualité de service, mesurée par l'échelle Servqual.

### Analyse statistique des modèles
Les concepts sont principalement mesurés sous forme d'échelles psychométriques, de Likert ou d'Osgood, ce qui guide le choix des méthodes d'analyse :
- Coefficient alpha de Cronbach pour une vérification de la pertinence du choix des items ;
- Analyse factorielle ou analyse en composantes principales en complément de l'alpha ;
- Analyse factorielle confirmatoire (en) pour s'assurer des validités convergentes et discriminantes des concepts employés ;
- Modèle d'équations structurelles pour une estimation simultanée des modèles de mesure et structurel.

Le premier article se limite toutefois à des régressions linéaires pour l'estimation du modèle structurel, en dépit du fait que l'un de ses auteurs avait déjà publié à propos de techniques plus élaborées.

### Critiques du TAM
L'un des auteurs d'origine, Bagozzi, a publié en 2007 une critique adressée d'abord à UTAUT, jugé inutilement complexe et néanmoins incomplet, mais aussi au TAM qui, lui, est jugé trop simpliste. Les liens entre intention comportementale et usage ou entre facilité d'utilisation et utilité devraient être affinés, comme devraient être ajoutés l'influence des groupes sociaux, celle des émotions et les mécanismes d'autorégulation des humains.
Benbasat et Barki ont rédigé pour le même numéro du Journal of the Association for Information Systems une brève défense du TAM non exempte de critiques : la recherche utilisant le TAM y est jugée trop conformiste. Les auteurs demandent aussi à mieux conceptualiser l'utilisation effective et à objectiver les perceptions, de même qu'à développer davantage la compréhension des antécédents du modèle.

### Quelques exemples d'usage
Le TAM a d'abord été employé pour expliquer l'usage des applications d'entreprise : le traitement de textes avec l'article fondateur, la messagerie électronique interne,, la visioconférence.
Depuis la généralisation de la formation en ligne, de nombreux articles analysent les réactions des étudiants, dans un cadre professionnel comme pour les élèves-infirmières ou pour des domaines d'enseignement non technologiques. L'acceptation des outils de formation via le web par les formateurs eux-mêmes a également fait l'objet d'études.
On trouve enfin des recherches traitant des pratiques du grand public, comme l'usage de l'Internet mobile ou celui des médias sociaux.